# Nintendo 3DS
Nintendo 3DS — портативна гральна система восьмого покоління, розроблена Nintendo. Це автостереоскопічний прилад, тобто він здатен видавати стереоскопічні 3D-ефекти без використання 3D-окулярів чи інших аксесуарів. Консоль є наступником Nintendo DS, має зворотну сумісність із іграми для Nintendo DS та Nintendo DSi. Nintendo 3DS вийшла 26 лютого 2011 року.

## Характеристики

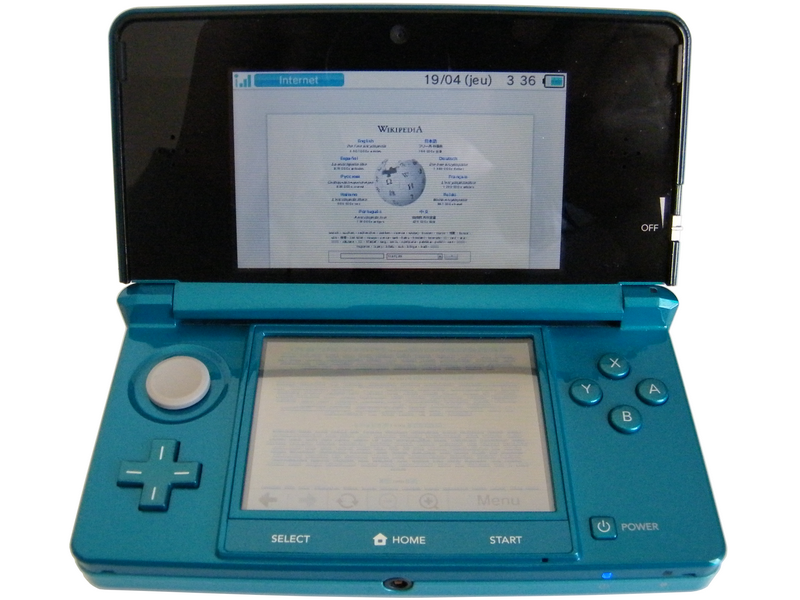
Робота Nintendo 3DS (веббраузер)

Консоль має вигляд книжечки з двома екранами і елементами керування на нижній половині. Розміри в закритому стані складають 7х13х2 см. Верхній екран — звичайний LCD діагоналлю 3,53 дюйма, роздільністю 800х240 пікселів, що підтримує 16,77 млн кольорів. Нижній екран — сенсорний LED, діагоналлю 3,02 дюйма, роздільністю 320х240 пікселів, підтримує 16,77 млн кольорів. Керування з нього може відбуватися як доторком пальців, так і спеціального стилуса. Nintendo 3DS здатна розкриватися на 180 градусів.
Ліворуч і праворуч від сенсорного екрану розташовано аналоговий стік, хрестовину, чотири кнопки керування і ввімкнення/вимкнення. Під екраном містяться клавіші select/home/start.
Роботу забезпечує центральний процесор ARM11, що має 2 ядра частотою 266 МГц, співпроцесор ARM9 134 МГц і відеопроцесор частотою 133 МГц. Обсяг оперативної пам'яті складає 128 Мб, відеопам'яті — 6 Мб. Внутрішнє сховище інформації може вмістити 1536 Мб.
Nintendo 3DS має три камери: 2 зовнішні, 1 внутрішню, здатні знімати фото і відео в роздільності 640х480 пікселів. Зовнішні дають змогу створювати фото і відео з ефектом 3D. Консоль оснащена датчиком руху, гіроскопом і вбудованим мікрофоном. Бездротовий зв'язок забезпечується WiFi 802.11b/g. По боках розміщені слот SD-карти, аудіороз'єм 3,5 мм jack і роз'єм для картриджів DS/3DS обсягом до 2 Гб.
Верхній екран може відтворювати тривимірну картинку. Положення очей гравця відслідковується внутрішньою камерою, підлаштовуючи зображення для комфортного вигляду. Для регулювання параметру глибини праворуч від екрана є спеціальний повзунок.

## Версії

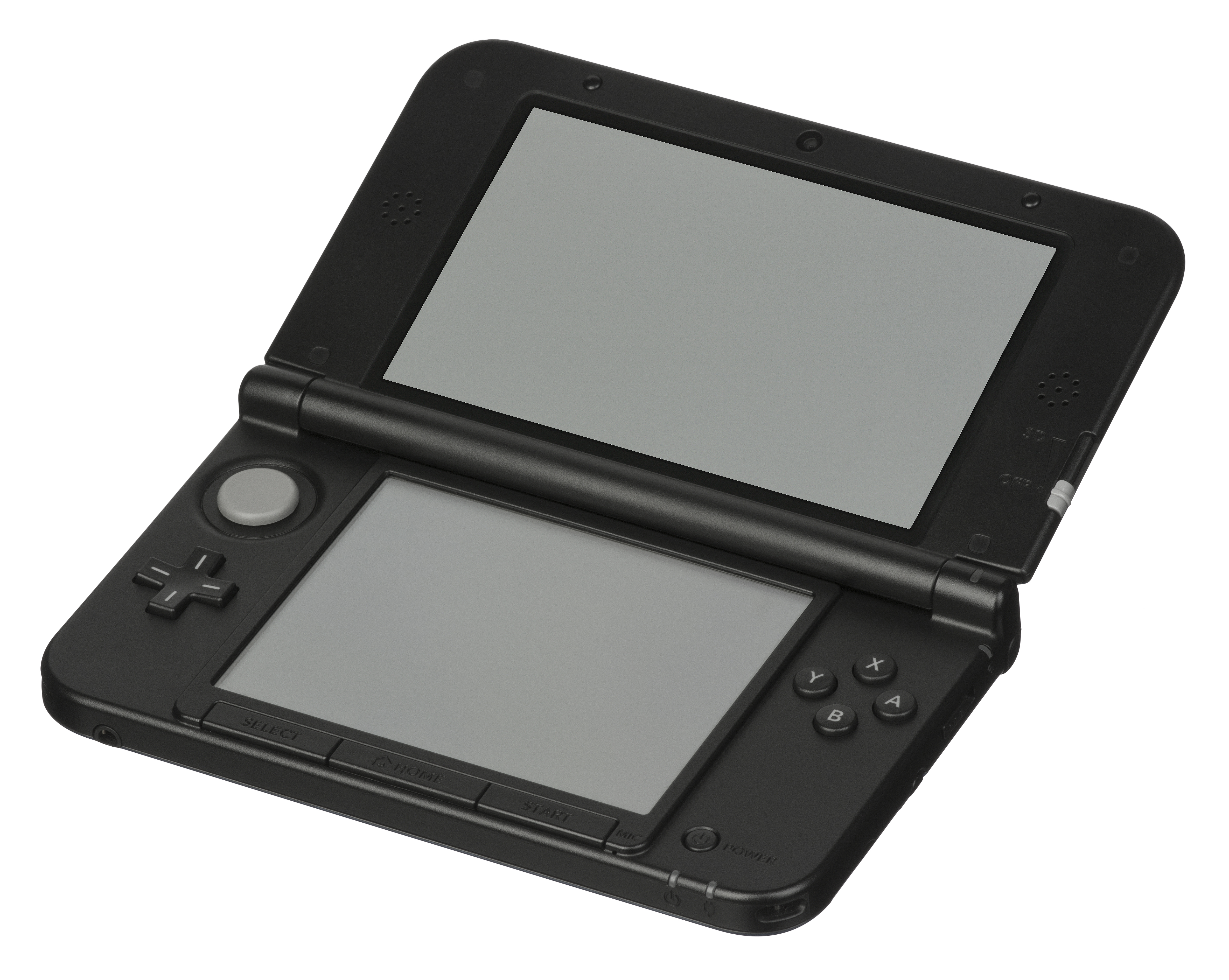
Nintendo 3DS XL

### Nintendo 3DS
Оригінальна Nintendo 3DS мала лише різнокольорові версії. Із дня випуску продавалася в двох: водяній блакитній (Aqua Blue) і космічній чорній (Cosmo Black). Впродовж 2011—2014 до них додалися інші кольори і обмежені партії, оформлені в стилі популярних відеоігор.

### Nintendo 3DS XL
Запущена 28 липня 2012 і Японії та Європі, 19 серпня в Північній Америці й 23 серпня в Австралії та Новій Зеландії, ревізія під назвою Nintendo 3DS XL отримала збільшені габарити(9,3x16,6x2,2 см), більші екрани (4,88 і 4,18 дюйма) та подовжений час роботи (3,5-6,5 години проти 3-5 в оригінальної консолі) завдяки режиму енергозбереження.

### Nintendo 2DS

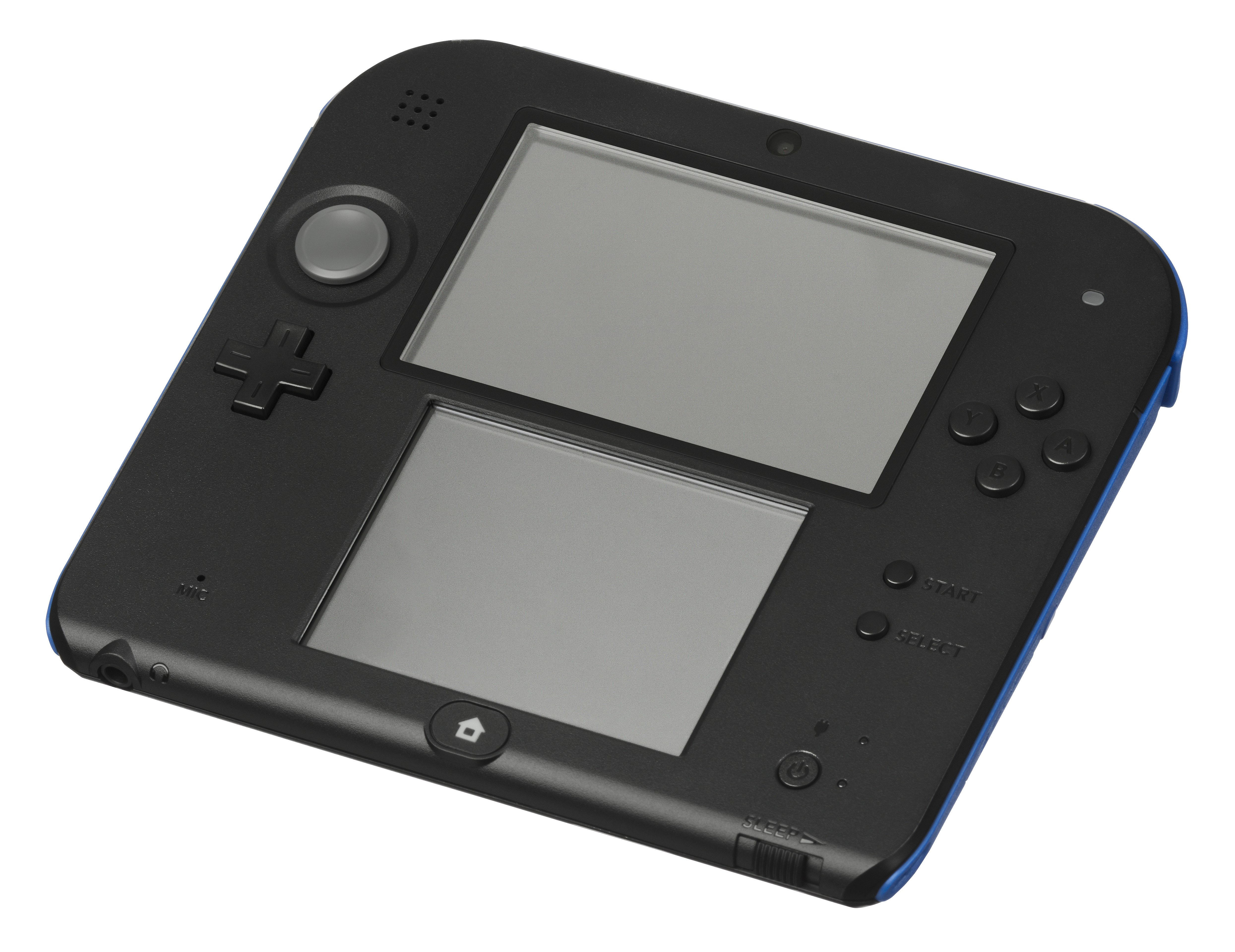
Nintendo 2DS

Запущена 12 жовтня 2012 по всьому світу, крім Японії, де реліз відбувся 27 лютого 2016. На відміну від Nintendo 3DS, не складається і не підтримує тривимірне зображення. Розміри складають 12,7x14,4x2,03 см. Її екрани та інше апаратне забезпечення такі ж, як у 3DS. Кнопки select/start переміщено на правий бік від сенсорного екрана.

### New Nintendo 3DS

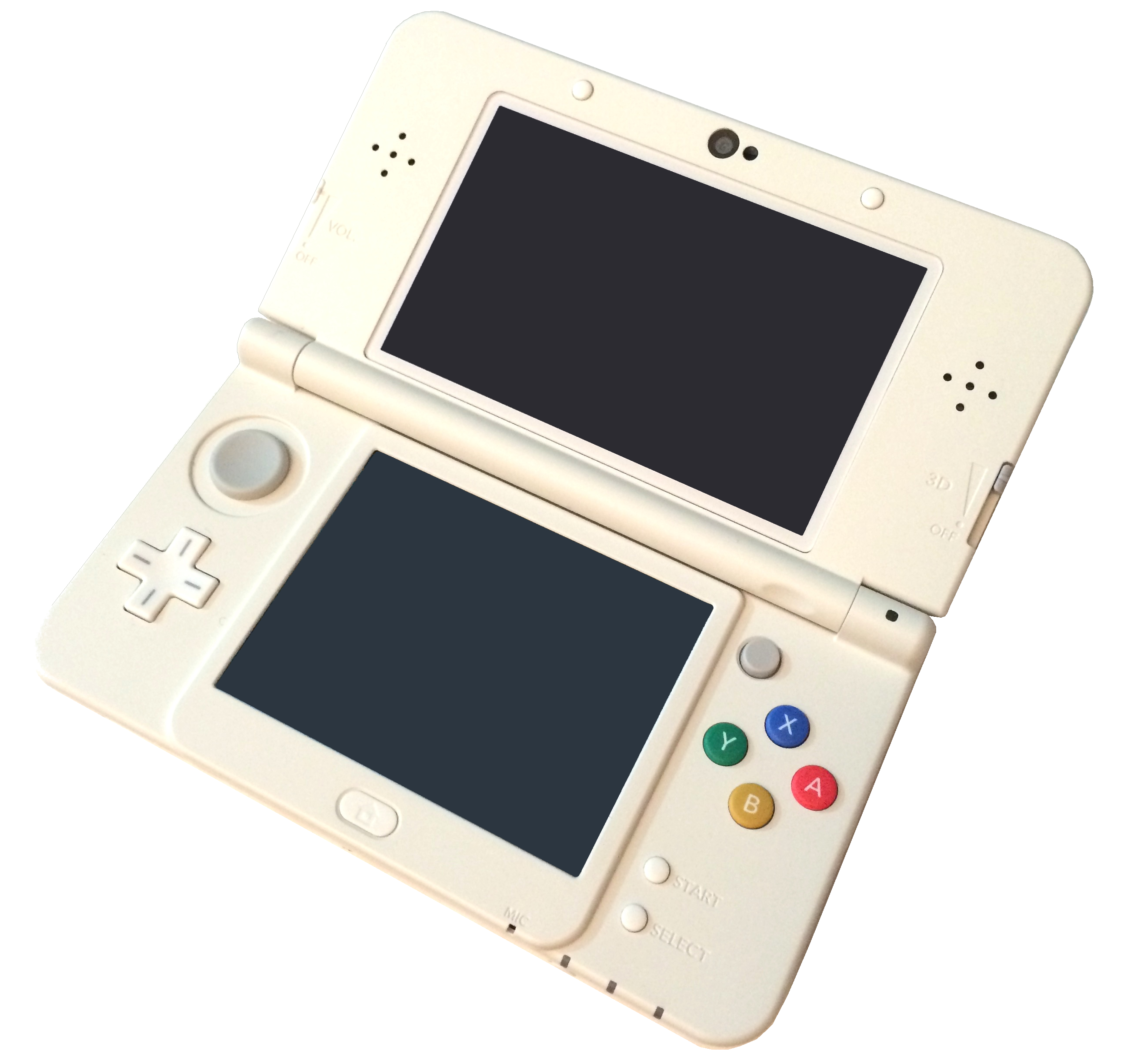
New Nintendo 3DS

Ця версія надійшла у продаж 11 жовтня 2014 в Японії, 21 листопада 2014 в Австралії та Новій Зеландії, 6 січня 2015 в Європі. Розміри New Nintendo 3DS більші, ніж оригінальної Nintendo 3DS: 14,2х8,06х2,16 см. Дизайн корпусу став більш округлим, екрани дещо збільшилися: верхній 3,88 дюйма, а нижній — 3,33 дюйма. Роздільність при цьому лишилася колишньою. Для New Nintendo 3DS виробляються накладки, що змінюють її оформлення.
Процесор ARM11 отримав 4 ядра, що працюють на частоті 268 МГц, проти 2-х у звичайної версії. Обсяг оперативної пам'яті зріс до 256 Мб, відеопам'яті — до 10 Мб, NAND-пам'яті — до 2 Гб. Також консоль отримала апаратний MVD-декодер для відео, завдяки чому можна дивитися відео в Інтернеті за допомогою вбудованого браузера. New Nintendo 3DS наділена підтримкою NFC-пристроїв, зокрема фігурок Amiibo. Варто поставити таку фігурку на сенсорний екран, як у грі розблокується відповідний контент. Для цієї версії існують ексклюзивні відеоігри, недоступні на звичайній Nintendo 3DS, 3DS XL і 2DS.
Регулятор гучності було переміщено з нижньої частини корпусу на верхню, замість слота під карту пам'яті SD, використовується слот microSD. Було переміщено кнопки select/start на правий бік від сенсорного екрана. Елементи керування доповнилися курками ZL і ZR, а також стіком C-Stick, який відповідає за контекстні команди в іграх та меню.

### New Nintendo 3DS XL

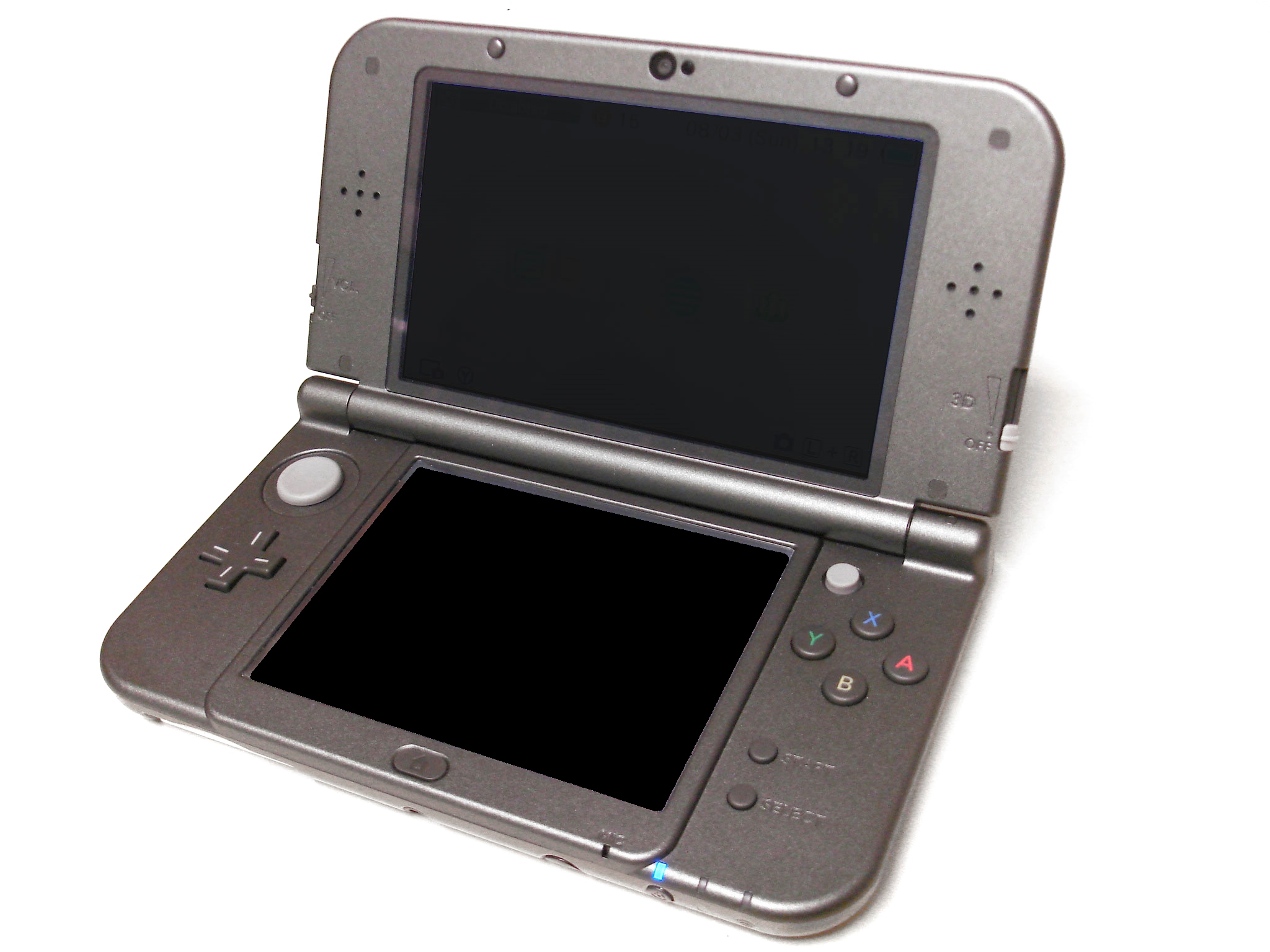
New 3DS XL

Покращена версія New Nintendo 3DS XL стала доступною одночасно з New Nintendo 3DS: 11 жовтня 2014 в Японії, 21 листопада 2014 в Австралії та Новій Зеландії, та 13 лютого 2015 в Північній Америці та Європі. Відрізняється більшими розмірами (16x9,35x2,15 см), діагоналлю дисплеїв (4,88 і 4,18 дюйма) і ємніснішою батареєю. Вона має глянцеве покриття, а задня кришка закріплюється двома гвинтами замість простої защіпки.

### New Nintendo 2DS XL
Анонсована 28 квітня 2017 року модифікація, випущена 28 липня 2017 в Європі та Північній Америці після виходу місяцем раніше в Австралії та Японії. New Nintendo 2DS XL позбавлена підтримки 3D-зображення, звідки й 2D у назві. В іншому пристрій аналогічний New Nintendo 3DS XL. Консоль випуска'ється в чорно-бірюзовій гамі.

## Ігри
Станом на 2017 рік для Nintendo 3DS різних версій загалом випущено 1120 ігор. З них 28 найуспішніших, які продалися накладом понад 2 млн копій:
- Pokémon X/Y
- Mario Kart 7
- Super Mario 3D Land
- Pokemon Sun/Moon
- New Super Mario Bros. 2
- Pokemon Omega Ruby/Alpha Saphire
- Animal Crossing: New Leaf
- Super Smash Bros. для Nintendo 3DS
- Luigi's Mansion: Dark Moon
- Tomodachi Life
- The Legend of Zelda: Ocarina of Time
- Nintendogs + Cats
- Monster Hunter 4
- Monster Hunter 4 Ultimate
- Monster Hunter X
- Yo-Kai Watch 2: Ganzo/Honke
- Animal Crossing: Happy Home Designer
- The Legend of Zelda: A Link Between Worlds
- Monster Hunter Tri
- Yokai Watch 2 Shinuchi
- Yokai Watch
- The Legend of Zelda: Majora's Mask 3D
- Paper Mario: Sticker Star
- Yokai Watch Busters
- Super Mario Maker
- Mario Party: Island Tour
- Mario & Luigi: Dream Team
- Fire Emblem: Awakening